# Бред Фридел
Бредли Хауард Фридел (енгл. Bradley Howard Friedel; Лејквуд, Охајо, 18. мај 1971) је бивши амерички фудбалски голман и тренер америчког МЛС тима Њу Ингланд револушн.